# Okteabrske, Lenine
Okteabrske (în ucraineană Октябрське) este o comună în raionul Lenine, Republica Autonomă Crimeea, Ucraina, formată numai din satul de reședință.

## Demografie
Componența lingvistică a comunei Okteabrske
     Rusă (70,72%)
     Tătară crimeeană (14%)
     Ucraineană (11,83%)
     Alte limbi (0,07%)
Conform recensământului din 2001, majoritatea populației comunei Okteabrske era vorbitoare de rusă (70,72%), existând în minoritate și vorbitori de tătară crimeeană (14%), ucraineană (11,83%) și armeană (2,7%).